# Morales sur Job de 945
Les Morales sur Job de 945 est un manuscrit enluminé contenant le texte des Morales sur Job de Grégoire le Grand, exécuté en 945 au monastère de Valeránica à Tordómar. Il est conservé à la bibliothèque nationale d'Espagne (Ms.80).

## Historique
D'après le colophon du manuscrit (f.500v), celui-ci est achevé d'être copié et enluminé le 11 avril 945 par un certain Florentius au monastère de Valeránica autrefois situé sur le territoire de l'actuelle commune de Tordómar, province de Burgos. Ce copiste est par ailleurs l'auteur d'autres manuscrits influents dans l'enluminure de l'époque en Espagne et est à l'origine notamment de la Bible de León de 960. Le manuscrit se retrouve conservé par la suite au sein de la bibliothèque de la cathédrale de Tolède jusqu'en 1869, date de son dépôt au sein de la bibliothèque nationale espagnole. C'est sans doute alors qu'il est conservé à Tolède que des annotations en arabe sont ajoutées sur le texte.

## Description

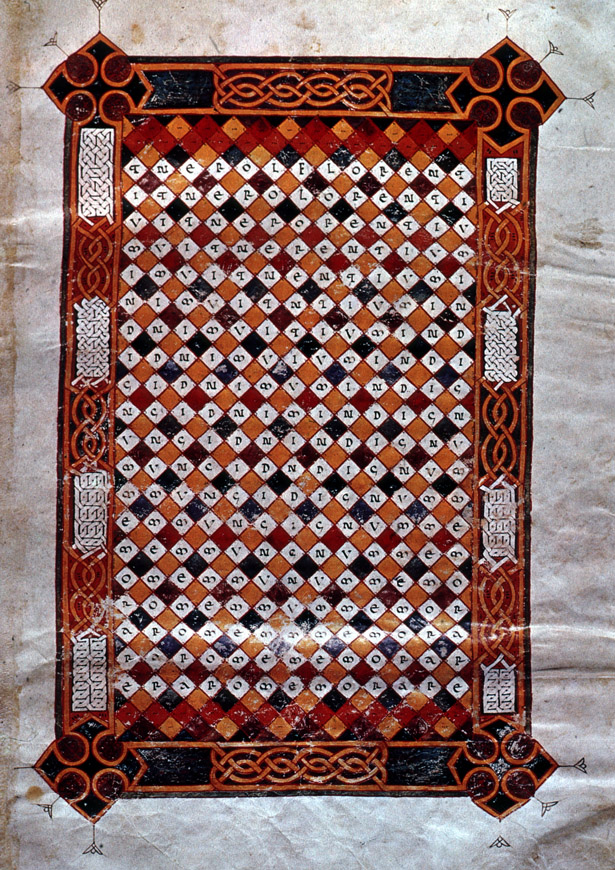
Labyrinthe commémoratif, f.32r.

Le texte des Morales sur Job du pape Grégoire Ier dit le Grand est composé à destination de Léandre de Séville, évêque à l'époque wisigothique. Cela explique sans doute l'importance de ces écrits dans l'Espagne chrétienne. 
Il n'existait sans doute pas de modèle type d'illustrations pour ce texte, ce qui fait que les enluminures du livre accumulent des thèmes issus de sources diverses constituant une iconographie originale. L'ouvrage contient ainsi la plus ancienne représentation de l'Alpha et de l'Oméga qui connait par la suite un grand succès dans l'enluminure des beatus de l'époque. Il contient aussi la plus ancienne représentation du Christ en majesté encore conservée (f.2r) dans un manuscrit espagnol ou encore une très rare représentation d'un paon, symbole chrétien de l'immortalité et du paradis,. 
Le manuscrit contient aussi un labyrinthe commémoratif contenant les mots Florentius Indignum Memorare (« souvenez vous de l'indigne Florentius »). Cette citation est répétée de manière à pouvoir être lue dans différents sens. Ce type d'inscription est utilisé à l'époque dans des décorations architecturales ou des manuscrits généralement afin de commémorer le commanditaire de l'œuvre. L'originalité réside ici dans le fait que c'est l'auteur du livre qui est commémoré. La décoration du labyrinthe rappelle ici les dallages byzantins ou islamiques,. 